# Tylko jedno spojrzenie
Tylko jedno spojrzenie (ang. Just One Look) – powieść amerykańskiego pisarza Harlana Cobena, która ukazała się w 2004 roku. W Polsce po raz pierwszy wydana w 2005 roku.

## Fabuła
Grace Lawson, szczęśliwa mężatka odnajduje stare zdjęcie rodzinne. Widzi na nim swojego męża, a także jedną postać z przekreśloną twarzą. Jej mąż, Jack utrzymuje, że nie ma z tym nic wspólnego. Jednak wkrótce potem znika. Grace orientuje się, że został on porwany. Dowiaduje się także, że tajemnica zdjęcia ma coś wspólnego ze strzelaniną na koncercie rockowym sprzed lat.